# Allium simillimum
Allium simillimum är en amaryllisväxtart som beskrevs av Louis Forniquet Henderson. Allium simillimum ingår i släktet lökar, och familjen amaryllisväxter. Inga underarter finns listade i Catalogue of Life.